# Ленжкі
Ленжкі (пол. Łężki) — село в Польщі, у гміні Поддембиці Поддембицького повіту Лодзинського воєводства.
Населення — 189 осіб (2011).
У 1975-1998 роках село належало до Серадзького воєводства.

## Демографія
Демографічна структура станом на 31 березня 2011 року:
|          | Загалом | Допрацездатний вік | Працездатний вік | Постпрацездатний вік |
| -------- | ------- | ------------------ | ---------------- | -------------------- |
| Чоловіки | 99      | 19                 | 73               | 7                    |
| Жінки    | 90      | 20                 | 56               | 14                   |
| Разом    | 189     | 39                 | 129              | 21                   |